# Venancio Serrano Clavero
Venancio Serrano Clavero (Requena, 1 de abril de 1870 - Valencia, 15 de abril de 1926) fue un escritor, periodista y poeta español.

## Biografía
Nació en Requena, en la calle Olivas, en el año 1870, hijo de Simón Serrano, que tenía una barbería en Requena, y Francisca Clavero. En su infancia se tuvo que dedicar a trabajar en la barbería de su padre debido a los altos precios de los estudios y a las limitaciones económicas que tenía su familia.

### Literatura

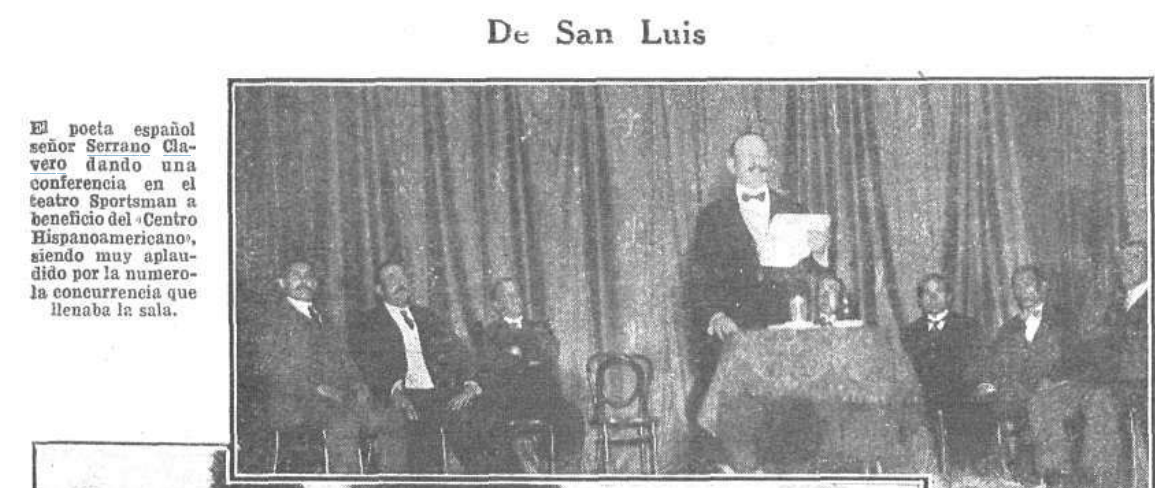
El poeta español señor Serrano Clavero dando una conferencia en el teatro Sportsman de la provincia de San Luis, a beneficio del Centro Hispanoamericano, siendo muy aplaudido por la numerosa concurrencia que llenaba la sala. Caras y Caretas. 15/1/1921, n.º 1.163

Posteriormente, Venancio quiso cambiar de vida por su vocación de dedicarse a la escritura y el periodismo, trasladándose a trabajar a Valencia, donde formó parte de la redacción del diario Las Provincias que estaba dirigido por Teodoro Llorente Olivares y, más tarde, de El Pueblo, dirigido por Vicente Blasco Ibáñez. Después, en el año 1907, a sus 37 años, emigró a América, donde residió durante muchos años en Argentina y comenzó siendo el redactor jefe del Diario Español de Buenos Aires. Allí también dirigió el semanario El Correo de España. 
El 5 de enero de 1924 regresó a Requena, donde fue recibido con una gran bienvenida en la estación que acabó en una recepción en el ayuntamiento.
Venancio Serrano Clavero es considerado uno de los mejores escritores y poetas de la Comunidad Valenciana y llegó a alcanzar fama a nivel nacional y a nivel internacional, sobre todo americano.
Entre sus numerosas obras, destacan sus obras poéticas, obras teatrales y las zarzuelas.
Su primer trabajo teatral trataba de su pueblo Su título era Requena por dentro, o el sueño de un desdichado y fue estrenado en el Teatro Jordá y, posteriormente, en el Teatro Romea en el año 1894. También se llegó a representar principalmente en Argentina, siendo interpretada por actores y actrices famosos.

### Fallecimiento
En el año 1924, realizó un viaje a España, que fue su último viaje.
Dos años más adelante enfermó muy grave, atacado por fuertes neuralgias, y fue ingresado en la Casa de Salud de Valencia hasta que falleció a sus 56 años de edad, el día 15 de abril de 1926, justo cuando se disponía a regresar a Argentina.
El Ayuntamiento de Requena reclamó el cadáver, y la capilla ardiente se instaló en el salón de plenos del Ayuntamiento y fue enterrado en el cementerio de Requena. 
Teodoro Llorente Falcó publicó un artículo en Las Provincias donde daba una completa información de los últimos días de Serrano Clavero, acompañado del poema que Venancio había escrito, llamado "Mi novia":

Yo tengo una novia
¡Qué novia más guapa! ...
¡De fijo de todos
la habéis conocido!
¡Mi novia es España!
Venancio Serrano Clavero

## Obras
- Requena por dentro o el sueño de un desdichado (1894).
- La Estudiantina (1914).
- El Cristo de la Vega (1914).
- El convento de La Rábida (1918).
- El príncipe Cañamón (1924).
- Flor de Olvido (1926)
- Cañas y barro.

### Libros
- ¡Patria! (1896).
- Obra poética: Cantor de la raza (1896), junto a Rafael Bernabeu López.
- ¡En secreto!: Monólogo en verso (1987).
- Cosas del otro mundo (1902).
- Rosal de España (1925).
- Docena de fraile.
- Berzas en vinagre: [poesías] (1907).

## Reconocimientos
- En Requena, el día que regresó a España en el año 1924, se le puso una calle con su nombre, llamada Calle de Serrano Clavero.

- En Valencia también se le puso una calle a su nombre, llamada Calle del Poeta Serrano Clavero.

- En Requena, se le puso su nombre a uno de los colegios públicos, llamado C.P Serrano Clavero.

### Libros sobre Venancio Serrano Clavero
- La cruz del olvido (2000), homenaje al poeta Venancio Serrano Clavero, 130 aniversario de su nacimiento.